# Wereldbeker schaatsen 2022/2023 - Wereldbeker 1
De Wereldbeker schaatsen 2022/2023 Wereldbeker 1 was de eerste wedstrijd van het wereldbekerseizoen die van 11 tot en met 13 november 2022 plaatsvond in de Sørmarka Arena in Stavanger, Noorwegen. Jordan Stolz was op de 1500 meter de enige die een baanrecord wist te rijden.

## Tijdschema
| Datum                | Tijd (CET) | Onderdeel                                                                                  |
| -------------------- | ---------- | ------------------------------------------------------------------------------------------ |
| Vrijdag 11 november  | 17:00      | 1500 m mannen 500 m vrouwen 3000 m vrouwen ploegenachtervolging mannen                     |
| Zaterdag 12 november | 13:00      | 1500 m vrouwen 500 m mannen 5000 m mannen ploegenachtervolging vrouwen                     |
| Zondag 13 november   | 13:00      | halve finales massastart 1000 m vrouwen 1000 m mannen massastart vrouwen massastart mannen |

## Podia

### Mannen
| Wedstrijd            | Goud                                                     | Tijd              | Zilver                                              | Tijd              | Brons                                                               | Tijd              |
| 500 m                | Yuma Murakami Japan                                      | 34,70             | Laurent Dubreuil Canada                             | 34,75             | Kim Jun-ho Zuid-Korea                                               | 35,01             |
| 1000 m               | Jordan Stolz Verenigde Staten                            | 1.08,73           | Laurent Dubreuil Canada                             | 1.09,22           | Ryota Kojima Japan                                                  | 1.09,31           |
| 1500 m               | Jordan Stolz Verenigde Staten                            | 1.44,89 BR        | Connor Howe Canada                                  | 1.46,65           | Ning Zhongyan China                                                 | 1.46,68           |
| 5000 m               | Patrick Roest Nederland                                  | 6.20,56           | Davide Ghiotto Italië                               | 6.21,51           | Beau Snellink Nederland                                             | 6.22,28           |
| Massastart           | Felix Rijhnen Duitsland                                  | 68 punten 8.03,98 | Gabriel Odor Oostenrijk                             | 54 punten 8.04,08 | Bart Hoolwerf Nederland                                             | 20 punten 8.15,20 |
| Ploegenachtervolging | Verenigde Staten Casey Dawson Emery Lehman Ethan Cepuran | 3.44,01           | Nederland Marcel Bosker Patrick Roest Beau Snellink | 3.44,61           | Noorwegen Hallgeir Engebråten Peder Kongshaug Sverre Lunde Pedersen | 3.45,42           |

### Vrouwen
| Wedstrijd            | Goud                                                     | Tijd              | Zilver                                                                | Tijd              | Brons                                        | Tijd              |
| 500 m                | Kim Min-sun Zuid-Korea                                   | 37,55             | Jutta Leerdam Nederland                                               | 38,06             | Miho Takagi Japan                            | 38,17             |
| 1000 m               | Jutta Leerdam Nederland                                  | 1.15,61           | Kim Min-sun Zuid-Korea                                                | 1.15,82           | Miho Takagi Japan                            | 1.16,41           |
| 1500 m               | Miho Takagi Japan                                        | 1.56,55           | Ragne Wiklund Noorwegen                                               | 1.57,49           | Marijke Groenewoud Nederland                 | 1.58,19           |
| 3000 m               | Ragne Wiklund Noorwegen                                  | 4.03,11           | Irene Schouten Nederland                                              | 4.05,01           | Isabelle Weidemann Canada                    | 4.05,46           |
| Massastart           | Ivanie Blondin Canada                                    | 61 punten 8.58,72 | Marijke Groenewoud Nederland                                          | 42 punten 8.58,80 | Irene Schouten Nederland                     | 20 punten 8.59,05 |
| Ploegenachtervolging | Canada Ivanie Blondin Valérie Maltais Isabelle Weidemann | 3.01,81           | Nederland Marijke Groenewoud Antoinette Rijpma-de Jong Irene Schouten | 3.02,29           | Japan Momoka Horikawa Ayano Sato Miho Takagi | 3.02,90           |